# Guigues de Forcalquier
Pour les articles homonymes, voir Guigues.
Guigues, mort en 1149, fut comte de Forcalquier de 1129 à 1149. Il était fils de Guillaume III et de Garsende d'Albon.
Il n'avait pas plus de cinq ans à la mort de son père, lequel venait lui-même de succéder à sa propre mère, Adélaïde de Provence. La situation du comté de Forcalquier était alors très délicate : le comté de Provence, qui était auparavant possession indivise entre les comtes Alphonse Jourdain de Toulouse, Raimond-Bérenger III de Barcelone et Adélaïde avait été partagée en 1125 entre les deux premiers au mépris des droits d'Adélaïde. Cette dernière avait profité de l'absence du comte de Toulouse pour se ménager une portion de territoire autour d'Avignon et de Forcalquier, mais sa mort suivi de celle de son fils amenait un enfant à la tête du comté de Forcalquier. L'existence même de ce comté risquait d'être remis en cause. Mais il fut soutenu par son grand-père maternel Guigues III d'Albon, puis par son oncle Guigues IV et réussit à faire reconnaître et accepter l'existence du comté de Forcalquier par le comte de Toulouse, également marquis de Provence.
D'une épouse dont l'histoire n'a pas conservé le nom, il eut un fils, Guillaume, mort avant lui, et ce fut son frère Bertrand qui lui succéda.